# Lei de Lotka
A lei de Lotka,  em homenagem a Alfred J. Lotka, é uma das várias aplicações especiais da lei de Zipf. Ela descreve a frequência de publicação de autores em qualquer área. A lei afirma que o número de autores que fazem {\displaystyle x} contribuições em um determinado período é uma fração do número que faz uma única contribuição, seguindo a fórmula {\displaystyle 1/x^{a}} , onde {\displaystyle a} quase sempre é igual a dois, ou seja, uma lei do inverso do quadrado aproximada, onde o número de autores que publicam um determinado número de artigos é uma proporção fixa para o número de autores que publicam um único artigo. À medida que o número de artigos publicados aumenta, os autores que produzem essas publicações tornam-se menos frequentes. Há 1/4 de autores que publicam dois artigos em um período de tempo especificado do que autores que publicam apenas um artigo, 1/9 de autores que publicam três artigos, 1/16 que publicam quatro artigos, etc. Embora a própria lei cubra muitas disciplinas, as proporções reais envolvidas (como uma função de 'a') são específicas para cada disciplina.
A fórmula geral diz:
{\displaystyle X^{n}Y=C}
ou
{\displaystyle Y=C/X^{n},\,}
onde X é o número de publicações, Y a frequência relativa de autores com X publicações e n e {\displaystyle C} são constantes dependendo do campo específico ( {\displaystyle n\approx 2} )

## Exemplo
Digamos que 100 autores escrevam pelo menos um artigo cada durante um período específico. Assumimos para esta tabela que C = 100 e n = 2. Logo, o número de autores que escreveram uma fração de um artigo específico naquele período de tempo é descrito como na tabela a seguir:
| Porção de artigos escritos | Número de autores que escreveram esse número de artigos |
| -------------------------- | ------------------------------------------------------- |
| 10                         | 100/10 2 = 1                                            |
| 9                          | 100/9 2 ≈ 1 (1,23)                                      |
| 8                          | 100/8 2 ≈ 2 (1,56)                                      |
| 7                          | 100/7 2 ≈ 2 (2,04)                                      |
| 6                          | 100/6 2 ≈ 3 (2,77)                                      |
| 5                          | 100/5 2 = 4                                             |
| 4                          | 100/4 2 ≈ 6 (6,25)                                      |
| 3                          | 100/3 2 ≈ 11 (11.111. . . )                             |
| 2                          | 100/2 2 = 25                                            |
| 1                          | 100                                                     |

A tabela acima seria equivalente a um total de 294 artigos com 155 escritores com uma média de 1,9 artigos para cada um.
Esta é uma observação empírica e não um resultado necessário. Esta forma da lei é como a publicada originalmente e às vezes é chamada de "função de potência discreta de Lotka".